# ファシャル・マニピュレーション
ファシャル・マニピュレーション(筋膜マニピュレーション)は、1980年代にイタリア人理学療法士のルイジ・ステッコ (Luigi Stecco)によって開発された徒手療法の一手技であり、システム(系)の正常な動き/滑走を回復させることにより、全身のファシア(筋膜)の機能障害を評価・治療することを目的としている。
この手技は、筋骨格系の障害や内部臓器の機能不全に対する治療において、ファシア、特に深部ファシア(深筋膜)の役割を重視した生体力学モデルに基づいている。ファシア系は身体に浸透しており、柔軟でコラーゲン線維を含み、疎性および密性の線維性結合組織の三次元的な連続体で構成されている。

## 歴史
1980年代、ステッコは、反復性の疼痛の治療、他の治療法では改善しない疼痛、そして外傷の回復時間に焦点を当てて、ファシアに関する研究を行った。そして彼は、ファシアの機能不全、すなわち筋骨格系疾患の治療を目的とする軟部組織に対する手技を開発し、ファシャル・マニピュレーションと名付けた。 その後、彼は40年間に渡ってこの手技の研究を継続し、彼の子であるニューヨーク大学医学部( New York University School of Medicine) のアントニオ・ステッコ(Antonio Stecco)とパドヴァ大学のカーラ・ステッコ(Carla Stecco)の協力を得て、この手技を発展させた。
ステッコは、彼のキャリアを通じて、ファシャル・マニピュレーションに関する多くの書籍を執筆している。彼は、1988年に出版したブックレットの中で、筋膜の配列(myofascial sequence)が中国医学の経絡(エネルギーの経路とされている)に相似しており、治療を施されるべき疼痛部位を特定するのに役立つとの考えを初めて示した。その後、初めて開催された筋膜性疼痛と線維筋痛症に関する国際シンポジウムにおいて、神経−筋膜単位(the Neuro-myofascial unit)についての研究成果を発表した。1990年には、彼の最初の書籍である『Pain and Myo-Fascial Sequences(疼痛と筋−筋膜配列）』が出版され、筋膜の配列とそれに沿った疼痛について説明した。続いて、2022年に出版された『Fascial Manipulation for Musculoskeletal Pain(筋骨格系疼痛のための筋膜マニピュレーション)』では、融合点、筋膜対角線、運動パターンについて取り上げた。そして、カーラ・ステッコとともにステッコ・メソッド(ファシャル・マニピュレーションの別称)の実践マニュアルを作成し、さらに、内部臓器の機能障害に焦点を当てた実践マニュアルを執筆して、2007年に出版している。

## 治療コンセプトの基礎
ステッコは、ファシア系を三次元的な連続体として捉えており、結合組織の層からなる深部ファシアは、全身の筋を覆うとともに筋内に入り込むことで、筋膜ネットワークの調整・統合・接続に不可欠であると考えている。ファシア系は、中枢神経系に情報を伝達する固有受容器および機械受容器(mechanoreceptors)と関係している。筋内の筋周膜や筋内膜に包埋するように存在する筋紡錘は、筋にとって重要な受容器であることが知られている。筋紡錘が正しく機能するためには、それ自体が伸張されることが必要である。ファシャル・マニピュレーションは、筋紡錘の機能の回復に作用する。
また、足関節の支帯(ankle retinacula) の解剖学的特徴を調査することで、ファシア系の固有感覚機能の役割も評価された。2010年の研究では、支帯(retinaculum)には足部と足関節の関節運動(joint mobility)を制御する固有受容器が存在することが明らかとなった。この研究は、ファシア系が関節運動の末梢性制御における統合的な単位として機能しているという形態学的証拠を明らかにした。
人体の軟部組織はファシアの層で覆われているが、外傷や手術、長時間の不良姿勢、過用によって高密度な状態となり、局所的もしくは全身的な制限が生じる。ヒアルロナン(ヒアルロン酸、HA)の蓄積、および特にファシアに焦点を当てた筋骨格系(musculoskeletal system) における HA の役割が分析されてきた。HAの主な機能のひとつは、潤滑剤として作用することである。 筋系において、HAは筋とファシアの間にある疎性の結合組織(connective tissue)に存在し、正常な動きを可能にしている。損傷によるHA分子への長期間の張力はその粘性を増加させ、自由神経終末を刺激する。 ファシャル・マニピュレーションの基本は、運動制限の原因となっているファシアの特定のポイントを見極めることである。運動の回復は、高密度状態にあるファシアの特定のポイントのHAを断片化するための適切なマニピュレーションにより達成される。
この手技では、ファシア内の線維層とファシア間の面の間での正常な滑走が損なわれると、不特定の緊張が生じると考えている。その結果、関節運動は非生理的なものとなり、炎症と疼痛を引き起こす。ファシャル・マニピュレーション(FM)では、深部ファシアが異なる身体分節を協調させるだけでなく、一方向の運動単位を組織化し、筋膜単位(myofascial unit)を形成していると仮定する。 FMの生体力学モデルは、筋骨格系機能障害におけるファシアの役割を検討した多くの解剖学的・組織学的研究のエビデンスによって裏付けられている。 FMは、腱膜筋膜・筋外膜・支帯などの深部ファシアを対象とする。ワイス(Weiss)とカリチマン(Kalichman)は、2021年に行ったファシアの潜在的な役割に関する研究調査において、深部ファシアが種々の疼痛症候群の疼痛を引き起こしている真の組織である可能性を示した。

## 手技
ルイジ・ステッコは、カーラ・ステッコやアントニオ・ステッコの屍体解剖研究を通じて、深部ファシアの評価や治療に用いる臨床的なポイントを示している。この治療法の手技は、痛みの部位から離れた部位に存在する特定の局所的な深部ファシアに対して徒手で摩擦を加えることに重点を置いている。
ファシャル・マニピュレーションでは、過去の外傷や手術を含む徹底的な病歴の聴取を行う。病歴は、疼痛の原因が疼痛領域自体にあるのか、もしくは、過去の疼痛を代償していることが原因なのか（例えば、過去の足関節の外傷が膝部や腰部の痛みを引き起こしている）を判断するのに非常に重要と考えられている。次に、疼痛を伴う運動と、治療を必要とする身体面（矢状面・前額面・水平面）を明らかにするために、運動検査が行われる。最終的な治療部位の決定は、主に最も受容器が多いファシアのポイントの触診検査に基づいてなされる。
ファシャル・マニピュレーションは、配列に沿った一方向性の運動を制御する筋紡錘を制御する協調中心(center of coordination：CC)と呼ばれるポイントと、斜め方向や螺旋状の複雑な運動を制御する融合中心(center of fusion：CF)と呼ばれるファシアのポイントを対象とする。ファシャル・マニピュレーションでは、CCおよびCFの作用不全の蓄積が、筋・靭帯・関節の機能や内臓の機能的な状態に悪影響を及ぼすと考えられている。CCやCFの硬さが解消されて、ファシアの層間および周辺組織との間の適切な滑走が得られると、疼痛の軽減と最終的な治癒が認められるようになる。

## 効果
ファシャル・マニピュレーション(FM)に関する研究では、ファシアの機能異常によって生じる関節の不安定性や筋骨格系の疼痛に対するこの手技の統計学的・臨床的有意性が示されている。筋骨格系疼痛治療に対するFMの臨床的意義を明らかにするための初期の予備研究では、上腕後面の慢性痛を有する28名を対象として調査した結果、FMが疼痛軽減に効果的であることが示された。 その後、ステッコのFMモデルに沿った2005年から2019年までの研究のシステマティック・レビューも実施され、疼痛軽減に対するFMの有効性が示唆された。
さらに、脳卒中患者の腱板断裂に対するFMの効果も認められている。その研究では、深部ファシア内の機械受容器は、運動によって活性化されることが明らかとなり、一方で、ヒアルロナンの増加が、深筋膜の粘性上昇を招き、ファシアの滑走性を阻害して正常な筋機能を阻害することが示された。
手根管症候群の治療におけるファシャル・マニピュレーションの有効性は、低出力レーザー治療(LLLT)による治療と比較して評価されている。FMを受けた対象者は、3か月間のフォローアップ後であっても疼痛が軽減していたことから、FMはLLTの有効な代替法であると考えられている。
術後の疼痛については、前十字靭帯（ACL）および半月板の修復後の持続的な膝痛に対するファシャル・マニピュレーションの効果に焦点をあてた研究が存在する。その研究では、32歳の男性患者において、3・6・12・24ヶ月のフォローアップによって、臨床的に有意な改善が認められた。人工股関節全置換術後の患者を対象とした別の無作為化比較試験では、術後の治療療法としてファシャル・マニピュレーションを用い、標準的な治療と比較しており、2回のファシャル・マニピュレーションの実施によって、疼痛の軽減と筋出力の増大が認められた。 さらに、ファシャル・マニピュレーションは、ファシア由来の疼痛を軽減する効果的で安全かつ費用対効果の高いアプローチであることが証明され、 筋出力や運動機能の改善にも効果的であることが認められている。
初期の単盲検無作為化比較試験において、ファシャル・マニピュレーションは、慢性の非特異性腰痛(CALBP)の治療において、通常の理学療法のみと比較して、臨床的にも統計学的にも有意な改善を認めた。